# Bernard de Jussieu
Bernard de Jussieu, född 17 augusti 1699 i Lyon, död 6 november 1777 i Paris, var en fransk botaniker; bror till Antoine de Jussieu och Joseph de Jussieu.

## Biografi
Jussieu åtföljde Antoine de Jussieu på dennes resa i Spanien, blev 1720 medicine doktor i Montpellier och anställdes 1722 som botanisk demonstrator vid Jardin du roi. År 1758 utnämndes han till chef för trädgården i Grand Trianon vid Versailles, som han anordnade efter sitt naturliga system för växtriket, vilket sedan tjänade till utgångspunkt för alla naturliga system. Uppdagandet av växternas inbördes frändskap var hans livsuppgift; men han meddelade sina tankar om de naturliga familjerna blott samtalsvis (en lista på hans "Ordines naturales" är intagen först i Antoine Laurent de Jussieus "Genera plantarum", 1789). Trots sin obetydliga produktivitet blev han dock huvudmannen för en stor botanisk skola. Han invaldes som utländsk ledamot av svenska Vetenskapsakademien 1749.
Asteroiden 9470 Jussieu är uppkallad efter honom, Antoine och Antoine-Laurent.
Auktorsnamnet B.Juss. kan användas för Bernard de Jussieu i samband med ett vetenskapligt namn inom botaniken; se Wikipediaartiklar som länkar till auktorsnamnet.